# Gherardo Rangoni (XI secolo)

Stemma dei Rangoni.

Gherardo Rangoni o di Rancone (... – 1092 circa), fu il capostipite della dinastia dei Rangoni.

## Biografia
Gherardo nacque probabilmente in Vestfalia (Germania) dal padre Aimerico che, passato in Francia nel 1040 circa, fondò il paese di Rancon, nella regione Nuova Aquitania, dandogli il suo nome. 
Gherardo fondò nel 1075 un monastero a Marcillac, nella Diocesi di Limoges. 
Venne in Italia al seguito della contessa Gersenda del Maine, in occasione delle sue nozze con Alberto Azzo II d'Este. Gherardo fu un milites al servizio di Matilde di Canossa nel 1092 e combatté contro Enrico IV, rimanendo prigioniero.

## Discendenza
Ebbe un figlio, Guglielmo (?-1188 circa).